# Filovirussen
Filovirussen (Filoviridae) vormen een familie van virussen, behorend tot de orde Mononegavirales. De virussen uit deze familie zijn de enige antisense RNA-virussen van betekenis die primaten treffen. Veel filovirussen zijn berucht om hun vermogen levensbedreigende ziektes veroorzaken. Primaten, varkens en vleermuizen kunnen worden geïnfecteerd. Bij primaten veroorzaken deze virussen hemorragische koorts.
Er zijn twee bekende geslachten, de ebolavirussen (Ebolavirus, met vijf soorten) en de marburgvirussen (Marburgvirus, met twee soorten). Omdat het Cuevavirus  (Lloviu cuevavirus) nauw verwant is aan de filovirussen heeft het ICTV voorgesteld ook dit geslacht onder te brengen onder de filovirussen.
De virale deeltjes zijn karakteristiek gevormd als lange, cilindrische, draderige deeltjes die recht, gebogen, gerold kunnen zijn of in een 6- of U-vormige configuratie liggen; soms zijn ze vertakt. De deeltjes variëren zeer in lengte, maar de diameter (ongeveer 80 nm) is vrij constant.

## Replicatiecyclus
De replicatiecyclus van een filovirus begint met de vasthechting van het virusdeeltje aan receptoren op de gastheercel. Na membraanfusie van het virusenvelop met de celmembraan komt het virus vrij in het cytoplasma. Het virale RNA-afhankelijke RNA-polymerase schrijft het RNA-genoom over naar positief-strengs mRNA, die door de cel tot virale eiwitten worden getransleerd. Het polymerase hecht vast aan het 3'-eind van het RNA-genoom, en begint daar met transcriptie. Hierdoor worden vooral genen die dicht bij het 3'-eind zijn gelegen veel tot expressie gebracht, terwijl genen die meer richting het 5'-eind liggen minder vaak worden bereikt. Dit is een subtiele maar effectieve vorm van genregulatie.
Het meest geproduceerde eiwit is een nucleoproteïne. De concentratie ervan in de cel bepaalt wanneer het RNA-afhankelijke RNA-polymerase van transcriptie overschakelt naar replicatie van het genoom. Na replictie is er een volledig, positief-strengs RNA-genoom gevormd (een antigenoom). Deze wordt in hun beurt omgezet in een negatief-strengs genoom. Deze laatste organiseren zich met structuureiwitten tot nieuwe virusdeeltjes. Deze komen vrij uit de cel door afsnoering.

## Vaccins
Ontwikkeling van effectieve vaccins tegen filovirussen is moeilijk; er zijn maar weinig vaccins in gebruik. Een vaccin tegen het ebolavirus dat in Canada is ontwikkeld, wordt sinds 2019 toegestaan in de Verenigde Staten en Europa. Er bestaat een grote bezorgdheid dat een kleine genetische mutatie in filovirussen (zoals ebolavirus) zou kunnen leiden tot een verandering in het transmissiesysteem: van directe transmissie via lichaamsvloeistoffen naar transmissie via de lucht, zoals bij het Reston-virus bij makaken is gebeurd. Een vergelijkbare verandering in de huidige circulerende ebolavirus-stammen zou de infectie- en ziektecijfers aanzienlijk kunnen verhogen. Er is echter geen verslag van een Ebola-stam die ooit deze overgang bij mensen heeft gemaakt.

## Indeling filovirussen
Zoals vastgesteld door het International Committee on Taxonomy of Viruses. 
| Geslacht         | Soort                          | Virus (afkorting)                    |
| ---------------- | ------------------------------ | ------------------------------------ |
| Cuevavirus       | Lloviu cuevavirus              | Lloviu virus (LLOV)                  |
| Ebolavirus       | Bombali ebolavirus             | Bombali virus                        |
| Ebolavirus       | Bundibugyo ebolavirus          | Bundibugyo virus (BDBV; oud: BEBOV)  |
| Ebolavirus       | Reston ebolavirus              | Reston virus (RESTV; oud: REBOV)     |
| Ebolavirus       | Sudan ebolavirus               | Sudan virus (SUDV; oud: SEBOV)       |
| Ebolavirus       | Taï Forest ebolavirus          | Taï Forest virus (TAFV; oud: CIEBOV) |
| Zaïre ebolavirus | Ebola virus (EBOV; oud: ZEBOV) |                                      |
| Marburgvirus     | Marburg marburgvirus           | Marburg virus (MARV)                 |
| Marburgvirus     | Marburg marburgvirus           | Ravn virus (RAVV)                    |